# Torneo ATP de Hong Kong 2024
El Hong Kong Tennis Open 2024 fue un torneo de tenis perteneciente al ATP Tour 2024 en la categoría ATP Tour 250. El torneo tuvo lugar en Hong Kong desde el 1 hasta el 7 de enero de 2024 sobre canchas duras.

## Distribución de puntos
| Modalidad            | Campeón | Finalista | Semifinales | Cuartos de final | 2ª ronda | 1ª ronda | Clasificados | 2ª ronda de clasificación | 1ª ronda de clasificación |
| Individual masculino | 250     | 165       | 100         | 50               | 25       | 0        | 13           | 7                         | 0                         |
| Dobles masculino     | 250     | 150       | 90          | 45               | 20       | 0        | -            | -                         | -                         |

## Cabezas de serie

### Individuales masculino
| Tenista             | Ranking | Preclasificado |
| Andrey Rublev       | 5       | 1              |
| Karen Khachanov     | 15      | 2              |
| Frances Tiafoe      | 16      | 3              |
| Francisco Cerúndolo | 21      | 4              |
| Jan-Lennard Struff  | 25      | 5              |
| Lorenzo Musetti     | 27      | 6              |
| Laslo Djere         | 33      | 7              |
| Arthur Fils         | 36      | 8              |

- Ranking del 25 de diciembre de 2023.[2]

### Dobles masculino
| Tenista                       | Ranking | Preclasificado |
| Sander Gillé Joran Vliegen    | 50      | 1              |
| Marcelo Arévalo Mate Pavić    | 51      | 2              |
| Sadio Doumbia Fabien Reboul   | 70      | 3              |
| Alexander Erler Lucas Miedler | 77      | 4              |

## Campeones

### Individual masculino
Andrey Rublev venció a  Emil Ruusuvuori por 6-4, 6-4

### Dobles masculino
Marcelo Arévalo /  Mate Pavić vencieron a  Sander Gillé /  Joran Vliegen por 7-6(7-3), 6-4